# 桶谷大
桶谷 大（おけたに だい、1977年〈昭和52年〉12月23日 - ）は、日本のプロバスケットボール指導者。京都府出身。役職はヘッドコーチ。B.LEAGUE・琉球ゴールデンキングス所属。

## 人物
京都府立朱雀高等学校を卒業後、アリゾナ州立大学へコーチング留学のため渡米。
帰国後の2005年、bjリーグに参戦する大分ヒートデビルズにてアシスタントコーチに就任。ジョワン・オールドハムヘッドコーチが成績不振により解任されたため、2006年1月12日にヘッドコーチ代行となる。同年オフにヘッドコーチに正式就任。2006-07シーズンには、チームを初のプレイオフ進出に導いたが、成績不振のため2008年5月30日付けで契約解除。
同年オフ、琉球ゴールデンキングスのヘッドコーチに就任。bjリーグにおける複数チームでの指導は桶谷が初となる。2008-09シーズンに沖縄を初優勝に導くと、2011-12シーズンに2度目の優勝を果たす。
2012年6月、沖縄のヘッドコーチを退任し、岩手ビッグブルズのヘッドコーチに就任。2014-2015シーズンにはbjリーグ新記録となる19連勝を成し遂げ、チームを初のプレイオフ4に導くなど岩手でも手腕を発揮した。同年限りで岩手のヘッドコーチを退任し、大阪エヴェッサのヘッドコーチに就任。
2018-19シーズンより、仙台89ERSのヘッドコーチに就任、2021年退任。同年、琉球ゴールデンキングスのヘッドコーチに就任。2022-23シーズンには琉球をB.LEAGUE初優勝に導いた。